# Oleg Kuleshov
Oleg Mikhaylovich Kuleshov (em russo:  Олег Михайлович Кулешов; Omsk, 15 de abril de 1974) é um handebolista profissional da Rússia, medalhista olímpico.
Oleg Kuleshov, em Atenas 2004, conquistou a medalha de bronze. Com 8 partidas e 12 gols.